# 營運管理
營運管理（英語：Operations management），是管理学领域的一個概念，指的是企業在商品生產、制造和提供服務過程中對设计、控制生产过程、商業運作再規劃等流程的管理。營運管理的目的是确保企业在经营時尽可能節約资源同時提供的產品和服務要满足顾客的需求。